# Body Blows
Body Blows es un juego de peleas de 1993 desarrollado y distribuido por Team17 para Amiga. Una versión para MS-DOS fue lanzada ese mismo año. El juego ha sido comparado con Street Fighter II. Fue sucedido por Body Blows Galactic y Ultimate Body Blows.

## Jugabilidad
El juego sigue la fórmula de la serie de Street Fighter. El jugador competirá contra cada oponente en partidas de mejor de tres. Cada luchador tiene su propio conjunto de ataques estándar y movimientos especiales. Debido a que la mayoría de las palancas de Amiga de aquella época tenían un solo botón, los controles de los movimientos especiales son más simples: un ataque especial se realiza manteniendo pulsado el botón mientras el personaje está quieto, y el resto de los especiales se realizan moviendo una de las ocho direcciones y pulsando el botón. No existen los combos o los agarres. A diferencia de Street Fighter y otros juegos similares como Mortal Kombat, el bloqueo se realiza manteniendo el botón mientras se mueve lejos del oponente.
Una función característica de la jugabilidad es que, cuando el oponente esté noqueado, el botón del jugador que lo noqueó estará bloqueado hasta que el oponente se ponga de pie. Este modo de juego fue llamado «misericordia» cuando se volvió opcional en las versiones posteriores al lanzamiento comercial original de Amiga.
Existen tres modos de juego en Body Blows. El modo arcade de un jugador que permite seleccionar a un personaje y pelear contra todos los demás en secuencia hasta la batalla final contra Max. El modo de dos jugadores les permite luchar entre sí con los personajes que deseen. Por último, el modo torneo permite a cuatro u ocho jugadores jugar un torneo entre ellos.
Existen 11 personajes en Body Blows. En el modo de un jugador, se podrá elegir a uno de cuatro personajes: Danny, Junior, Nik y Lo Ray. En otros modos, los jugadores podrán elegir a uno de 10 personajes en el juego.

## Lanzamiento
En verano de 1993, un par de meses después de que el juego fuese lanzado, Team17 distribuyó una versión actualizada del programa para computadoras Amiga. La actualización incrementa la velocidad dentro del juego, añade sombras a los personajes y permite elegir a todos los personajes no jefes en el modo historia. También incluye un par de ajustes en la jugabilidad, como la opción de no bloquear el botón después de que el oponente haya sido abatido y activar un tiempo límite durante la batalla contra T-17. Esta mejora solo se encontraba disponible por una cuota para los dueños de la versión comercial, a quienes se les exigía enviar el disco original por correo a Team17.

### Versión de Amiga AGA
Con el lanzamiento de Ultimate Body Blows en 1994, una versión actualizada del primer Body Blows, fue lanzada para las computadoras Amiga con el chipset AGA, como la A1200 y la A4000. Esta versión es instalable en un disco duro e incluye todas las características actualizadas de Ultimate Body Blows, como los fondos nuevos, cambios menores en los movimientos y la capacidad de aturdir al oponente. Además, los sprites de los personajes Dan y Junior fueron actualizados a aquellos usados por primera vez en Body Blows Galactic.

## Recepción
En el Reino Unido, fue el juego de Amiga más vendido en marzo de 1993.
Recibió las siguientes reseñas en aquel entonces:
- «El mejor beat-em up que el dinero puede comprar» - 91% - CU Amiga[6]
- «No es tan bueno como el sf2 de consola, pero está bastante cerca» - 87% - Amiga Format[7]
- «Si creíste que Street Fighter II hablaba en serio, piénsalo dos veces» - 92% - The One[8]
- «Un juego de primera con influencias innegables» - 89% - Amiga Power[9]